# Vîsoke, Bahciîsarai
Vîsoke (în ucraineană Високе) este un sat în așezarea urbană Kuibîșeve din raionul Bahciîsarai, Republica Autonomă Crimeea, Ucraina.

## Demografie
Componența lingvistică a localității Vîsoke
     Rusă (59,41%)
     Tătară crimeeană (30,69%)
     Ucraineană (9,41%)
Conform recensământului din 2001, majoritatea populației localității Vîsoke era vorbitoare de rusă (59,41%), existând în minoritate și vorbitori de tătară crimeeană (30,69%) și ucraineană (9,41%).